# Malporus cinctus
Malporus cinctus es una especie de coleóptero de la familia Anthicidae.

## Distribución geográfica
Habita en Estados Unidos.